# Andrew Hogg
Andrew Hogg (Kingston upon Thames, 2 marzo 1985) è un ex calciatore inglese naturalizzato maltese, di ruolo portiere.

## Carriera

### Club
Hogg inizia la sua carriera nelle file del Pietà Hotspurs nel 2001, club con il quale debutta in Premier League. Nell'estate 2007 viene acquistato dal Valletta, squadra in cui resta fino al 2012. Nell'estate 2012 si trasferisce a Cipro per giocare nell'Enosis Neon Paralimniou, squadra militante nella Divisione A. L'anno successivo viene acquistato dalla compagine greca del Kalloni, militante in Souper Ligka Ellada. Dopo tre anni di militanza nel 2016 fa il suo ritorno nella massima serie maltese, vestendo la maglia dell'Hibernians, club con il quale si aggiudica il titolo nazionale nel 2016-17. Dal gennaio 2019 milita nella squadra maltese del Birkirkara.

### Nazionale
Ha giocato 67 partite con la nazionale di Malta, facendo il suo debutto in una gara amichevole contro la Lituania nel novembre del 2006. Con la sua nazionale si è distinto in particolare in occasione di una brillante prestazione individuale contro l'Inghilterra nel corso di una gara delle qualificazioni al mondiale 2018. Alla fine del 2019 ha annunciato pubblicamente il suo ritiro dalla nazionale.

## Statistiche

### Presenze e reti nei club
Statistiche aggiornate al 30 giugno 2018.
| Stagione          | Squadra           | Campionato        | Campionato | Campionato | Coppe nazionali | Coppe nazionali | Coppe nazionali | Coppe continentali | Coppe continentali | Coppe continentali | Altre coppe | Altre coppe | Altre coppe | Totale | Totale |
| Stagione          | Squadra           | Comp              | Pres       | Reti       | Comp            | Pres            | Reti            | Comp               | Pres               | Reti               | Comp        | Pres        | Reti        | Pres   | Reti   |
| ----------------- | ----------------- | ----------------- | ---------- | ---------- | --------------- | --------------- | --------------- | ------------------ | ------------------ | ------------------ | ----------- | ----------- | ----------- | ------ | ------ |
| 2008-2009         | Valletta          | PL                | 15+6       | -10 + -6   | MC              | 3               | -5              | UCL                | 2                  | -3                 | -           | -           | -           | 26     | -24    |
| 2009-2010         | Valletta          | PL                | 18+10      | -15 + -10  | MC              | 3               | -2              | UEL                | 4                  | -4                 | -           | -           | -           | 35     | -31    |
| 2010-2011         | Valletta          | PL                | 17+10      | -11 + -6   | MC              | 3               | -1              | UEL                | 2                  | -1                 | SM          | 1           | -2          | 33     | -21    |
| 2011-2012         | Valletta          | PL                | 22+9       | -17 + -6   | MC              | 3               | -7              | UCL                | 4                  | -5                 | SM          | 1           | 0           | 39     | -35    |
| Totale Valletta   | Totale Valletta   | Totale Valletta   | 72+35      | -53 + -28  |                 | 12              | -15             |                    | 12                 | -13                |             | 2           | -2          | 133    | -111   |
| 2012-2013         | EN Paralimni      | AK                | 24         | -29        | CC              | 0               | 0               | -                  | -                  | -                  | -           | -           | -           | 24     | -29    |
| 2013-2014         | Kalloni           | SL                | 14         | -23        | CG              | 2               | -3              | -                  | -                  | -                  | -           | -           | -           | 16     | -26    |
| 2014-2015         | Kalloni           | SL                | 29         | -31        | CG              | 0               | 0               | -                  | -                  | -                  | -           | -           | -           | 29     | -31    |
| 2015-2016         | Kalloni           | SL                | 14         | -22        | CG              | 1               | -1              | -                  | -                  | -                  | -           | -           | -           | 15     | -23    |
| Totale Kalloni    | Totale Kalloni    | Totale Kalloni    | 57         | -76        |                 | 3               | -4              |                    | -                  | -                  |             | -           | -           | 60     | -80    |
| 2016-2017         | Hibernians        | PL                | 32         | -28        | MC              | 0               | 0               | UEL                | 0                  | 0                  | -           | -           | -           | 32     | -28    |
| 2017-2018         | Hibernians        | PL                | 24         | -15        | MC              | 0               | 0               | UCL                | 4                  | -6                 | SM          | 1           | -1          | 29     | -22    |
| Totale Hibernians | Totale Hibernians | Totale Hibernians | 56         | -43        |                 | 0               | 0               |                    | 4                  | -6                 |             | 1           | -1          | 61     | -50    |
| Totale carriera   | Totale carriera   | Totale carriera   | 244        | -229       |                 | 15              | -19             |                    | 16                 | -19                |             | 3           | -3          | 278    | -270   |

### Cronologia presenze e reti in Nazionale
| Cronologia completa delle presenze e delle reti in nazionale ― Malta | Cronologia completa delle presenze e delle reti in nazionale ― Malta | Cronologia completa delle presenze e delle reti in nazionale ― Malta | Cronologia completa delle presenze e delle reti in nazionale ― Malta | Cronologia completa delle presenze e delle reti in nazionale ― Malta | Cronologia completa delle presenze e delle reti in nazionale ― Malta | Cronologia completa delle presenze e delle reti in nazionale ― Malta | Cronologia completa delle presenze e delle reti in nazionale ― Malta |
| Data                                                                 | Città                                                                | In casa                                                              | Risultato                                                            | Ospiti                                                               | Competizione                                                         | Reti                                                                 | Note                                                                 |
| -------------------------------------------------------------------- | -------------------------------------------------------------------- | -------------------------------------------------------------------- | -------------------------------------------------------------------- | -------------------------------------------------------------------- | -------------------------------------------------------------------- | -------------------------------------------------------------------- | -------------------------------------------------------------------- |
| 15-11-2006                                                           | Paola                                                                | Malta                                                                | 1 – 4                                                                | Lituania                                                             | Amichevole                                                           | -3                                                                   | 46’                                                                  |
| 7-2-2007                                                             | Ta' Qali                                                             | Malta                                                                | 1 – 1                                                                | Austria                                                              | Qual. Euro 2008                                                      | -                                                                    | 70’                                                                  |
| 4-2-2008                                                             | Ta' Qali                                                             | Malta                                                                | 1 – 0                                                                | Islanda                                                              | Amichevole                                                           | -                                                                    |                                                                      |
| 26-3-2008                                                            | Ta' Qali                                                             | Malta                                                                | 7 – 1                                                                | Liechtenstein                                                        | Amichevole                                                           | -1                                                                   |                                                                      |
| 30-5-2008                                                            | Graz                                                                 | Austria                                                              | 5 – 1                                                                | Malta                                                                | Amichevole                                                           | -2                                                                   | 46’                                                                  |
| 19-11-2008                                                           | Paola                                                                | Malta                                                                | 0 – 1                                                                | Islanda                                                              | Amichevole                                                           | -                                                                    | 46’                                                                  |
| 5-6-2009                                                             | Jablonec nad Nisou                                                   | Rep. Ceca                                                            | 1 – 0                                                                | Malta                                                                | Amichevole                                                           | -                                                                    | 46’                                                                  |
| 10-6-2009                                                            | Göteborg                                                             | Svezia                                                               | 4 – 0                                                                | Malta                                                                | Qual. Mondiali 2010                                                  | -4                                                                   |                                                                      |
| 12-8-2009                                                            | Ta' Qali                                                             | Malta                                                                | 2 – 0                                                                | Georgia                                                              | Amichevole                                                           | -                                                                    | 46’                                                                  |
| 4-9-2009                                                             | Ta' Qali                                                             | Malta                                                                | 0 – 2                                                                | Capo Verde                                                           | Amichevole                                                           | -2                                                                   | 46’                                                                  |
| 9-9-2009                                                             | Ta' Qali                                                             | Malta                                                                | 0 – 1                                                                | Svezia                                                               | Qual. Mondiali 2010                                                  | -1                                                                   |                                                                      |
| 10-10-2009                                                           | Vila Real de Santo António                                           | Angola                                                               | 2 – 1                                                                | Malta                                                                | Amichevole                                                           | -2                                                                   |                                                                      |
| 14-10-2009                                                           | Guimarães                                                            | Portogallo                                                           | 4 – 0                                                                | Malta                                                                | Qual. Mondiali 2010                                                  | -4                                                                   |                                                                      |
| 18-11-2009                                                           | Paola                                                                | Malta                                                                | 1 – 4                                                                | Bulgaria                                                             | Amichevole                                                           | -4                                                                   |                                                                      |
| 11-8-2010                                                            | Ta' Qali                                                             | Malta                                                                | 1 – 1                                                                | Macedonia                                                            | Amichevole                                                           | -1                                                                   |                                                                      |
| 2-9-2010                                                             | Ramat Gan                                                            | Israele                                                              | 3 – 1                                                                | Malta                                                                | Qual. Euro 2012                                                      | -3                                                                   |                                                                      |
| 7-9-2010                                                             | Ta' Qali                                                             | Malta                                                                | 0 – 2                                                                | Lettonia                                                             | Qual. Euro 2012                                                      | -2                                                                   |                                                                      |
| 17-11-2010                                                           | Zagabria                                                             | Croazia                                                              | 3 – 0                                                                | Malta                                                                | Qual. Euro 2012                                                      | -3                                                                   |                                                                      |
| 4-6-2011                                                             | Atene                                                                | Grecia                                                               | 3 – 1                                                                | Malta                                                                | Qual. Euro 2012                                                      | -3                                                                   |                                                                      |
| 10-8-2011                                                            | Ta' Qali                                                             | Malta                                                                | 2 – 1                                                                | Rep. Centrafricana                                                   | Amichevole                                                           | -1                                                                   | 46’                                                                  |
| 2-9-2011                                                             | Ta' Qali                                                             | Malta                                                                | 1 – 3                                                                | Croazia                                                              | Qual. Euro 2012                                                      | -3                                                                   |                                                                      |
| 6-9-2011                                                             | Ta' Qali                                                             | Malta                                                                | 1 – 1                                                                | Georgia                                                              | Qual. Euro 2012                                                      | -1                                                                   | 90+4’                                                                |
| 7-10-2011                                                            | Riga                                                                 | Lettonia                                                             | 2 – 0                                                                | Malta                                                                | Qual. Euro 2012                                                      | -2                                                                   |                                                                      |
| 11-10-2011                                                           | Ta' Qali                                                             | Malta                                                                | 0 – 2                                                                | Israele                                                              | Qual. Euro 2012                                                      | -2                                                                   |                                                                      |
| 2-6-2012                                                             | Lussemburgo                                                          | Lussemburgo                                                          | 0 – 2                                                                | Malta                                                                | Amichevole                                                           | -                                                                    |                                                                      |
| 14-8-2012                                                            | Serravalle                                                           | San Marino                                                           | 2 – 3                                                                | Malta                                                                | Amichevole                                                           | -2                                                                   |                                                                      |
| 7-9-2012                                                             | Ta' Qali                                                             | Malta                                                                | 0 – 1                                                                | Armenia                                                              | Qual. Mondiali 2014                                                  | -1                                                                   |                                                                      |
| 11-9-2012                                                            | Modena                                                               | Italia                                                               | 2 – 0                                                                | Malta                                                                | Qual. Mondiali 2014                                                  | -2                                                                   | 90+1’                                                                |
| 12-10-2012                                                           | Plzeň                                                                | Rep. Ceca                                                            | 3 – 1                                                                | Malta                                                                | Qual. Mondiali 2014                                                  | -3                                                                   |                                                                      |
| 6-2-2013                                                             | Ta' Qali                                                             | Malta                                                                | 0 – 0                                                                | Irlanda del Nord                                                     | Amichevole                                                           | -                                                                    | 46’                                                                  |
| 22-3-2013                                                            | Sofia                                                                | Bulgaria                                                             | 6 – 0                                                                | Malta                                                                | Qual. Mondiali 2014                                                  | -6                                                                   |                                                                      |
| 19-11-2013                                                           | Ta' Qali                                                             | Malta                                                                | 3 – 2                                                                | Fær Øer                                                              | Amichevole                                                           | -2                                                                   |                                                                      |
| 5-3-2014                                                             | Durazzo                                                              | Albania                                                              | 2 – 0                                                                | Malta                                                                | Amichevole                                                           | -2                                                                   |                                                                      |
| 4-6-2014                                                             | Loulé                                                                | Gibilterra                                                           | 1 – 0                                                                | Malta                                                                | Amichevole                                                           | -1                                                                   |                                                                      |
| 4-9-2014                                                             | Žilina                                                               | Slovacchia                                                           | 1 – 0                                                                | Malta                                                                | Amichevole                                                           | -1                                                                   |                                                                      |
| 9-9-2014                                                             | Zagabria                                                             | Croazia                                                              | 2 – 0                                                                | Malta                                                                | Qual. Euro 2016                                                      | -2                                                                   |                                                                      |
| 10-10-2014                                                           | Ta' Qali                                                             | Malta                                                                | 0 – 3                                                                | Norvegia                                                             | Qual. Euro 2016                                                      | -3                                                                   |                                                                      |
| 13-10-2014                                                           | Ta' Qali                                                             | Malta                                                                | 0 – 1                                                                | Italia                                                               | Qual. Euro 2016                                                      | -1                                                                   |                                                                      |
| 16-11-2014                                                           | Sofia                                                                | Bulgaria                                                             | 1 – 1                                                                | Malta                                                                | Qual. Euro 2016                                                      | -1                                                                   |                                                                      |
| 28-3-2015                                                            | Baku                                                                 | Azerbaigian                                                          | 2 – 0                                                                | Malta                                                                | Qual. Euro 2016                                                      | -2                                                                   |                                                                      |
| 3-9-2015                                                             | Firenze                                                              | Italia                                                               | 1 – 0                                                                | Malta                                                                | Qual. Euro 2016                                                      | -1                                                                   |                                                                      |
| 6-9-2015                                                             | Ta' Qali                                                             | Malta                                                                | 2 – 2                                                                | Azerbaigian                                                          | Qual. Euro 2016                                                      | -2                                                                   |                                                                      |
| 10-10-2015                                                           | Oslo                                                                 | Norvegia                                                             | 2 – 0                                                                | Malta                                                                | Qual. Euro 2016                                                      | -2                                                                   |                                                                      |
| 13-10-2015                                                           | Ta' Qali                                                             | Malta                                                                | 0 – 1                                                                | Croazia                                                              | Qual. Euro 2016                                                      | -1                                                                   |                                                                      |
| 11-11-2015                                                           | Istanbul                                                             | Giordania                                                            | 2 – 0                                                                | Malta                                                                | Amichevole                                                           | -2                                                                   |                                                                      |
| 31-8-2016                                                            | Pärnu                                                                | Estonia                                                              | 1 – 1                                                                | Malta                                                                | Amichevole                                                           | -1                                                                   |                                                                      |
| 4-9-2016                                                             | Ta' Qali                                                             | Malta                                                                | 1 – 5                                                                | Scozia                                                               | Qual. Mondiali 2018                                                  | -5                                                                   |                                                                      |
| 8-10-2016                                                            | Londra                                                               | Inghilterra                                                          | 2 – 0                                                                | Malta                                                                | Qual. Mondiali 2018                                                  | -2                                                                   |                                                                      |
| 11-10-2016                                                           | Vilnius                                                              | Lituania                                                             | 2 – 0                                                                | Malta                                                                | Qual. Mondiali 2018                                                  | -2                                                                   | 72’                                                                  |
| 11-11-2016                                                           | Ta' Qali                                                             | Malta                                                                | 0 – 1                                                                | Slovenia                                                             | Qual. Mondiali 2018                                                  | -1                                                                   |                                                                      |
| 15-11-2016                                                           | Ta' Qali                                                             | Malta                                                                | 0 – 2                                                                | Islanda                                                              | Amichevole                                                           | -2                                                                   |                                                                      |
| 26-3-2017                                                            | Ta' Qali                                                             | Malta                                                                | 1 – 3                                                                | Slovacchia                                                           | Qual. Mondiali 2018                                                  | -3                                                                   |                                                                      |
| 6-6-2017                                                             | Graz                                                                 | Ucraina                                                              | 0 – 1                                                                | Malta                                                                | Amichevole                                                           | -                                                                    | 46’                                                                  |
| 10-6-2017                                                            | Lubiana                                                              | Slovenia                                                             | 2 – 0                                                                | Malta                                                                | Qual. Mondiali 2018                                                  | -2                                                                   |                                                                      |
| 1-9-2017                                                             | Ta' Qali                                                             | Malta                                                                | 0 – 4                                                                | Inghilterra                                                          | Qual. Mondiali 2018                                                  | -4                                                                   |                                                                      |
| 4-9-2017                                                             | Glasgow                                                              | Scozia                                                               | 1 – 0                                                                | Malta                                                                | Qual. Mondiali 2018                                                  | -1                                                                   |                                                                      |
| 5-10-2017                                                            | Ta' Qali                                                             | Malta                                                                | 1 – 1                                                                | Lituania                                                             | Qual. Mondiali 2018                                                  | -1                                                                   |                                                                      |
| 8-10-2017                                                            | Trnava                                                               | Slovacchia                                                           | 3 – 0                                                                | Malta                                                                | Qual. Mondiali 2018                                                  | -3                                                                   |                                                                      |
| 22-3-2018                                                            | Ta' Qali                                                             | Malta                                                                | 0 – 1                                                                | Lussemburgo                                                          | Amichevole                                                           | -1                                                                   |                                                                      |
| 26-3-2018                                                            | Belek                                                                | Finlandia                                                            | 5 – 0                                                                | Malta                                                                | Amichevole                                                           | -5                                                                   |                                                                      |
| 29-5-2018                                                            | Wattens                                                              | Armenia                                                              | 1 – 1                                                                | Malta                                                                | Amichevole                                                           | -1                                                                   |                                                                      |
| 7-9-2018                                                             | Tórshavn                                                             | Fær Øer                                                              | 3 – 1                                                                | Malta                                                                | UEFA Nations League 2018-2019 - 1º turno                             | -3                                                                   |                                                                      |
| 10-9-2018                                                            | Ta' Qali                                                             | Malta                                                                | 1 – 1                                                                | Azerbaigian                                                          | UEFA Nations League 2018-2019 - 1º turno                             | -1                                                                   | 90+5’                                                                |
| 11-10-2018                                                           | Pristina                                                             | Kosovo                                                               | 3 – 1                                                                | Malta                                                                | UEFA Nations League 2018-2019 - 1º turno                             | -3                                                                   |                                                                      |
| 14-10-2018                                                           | Baku                                                                 | Azerbaigian                                                          | 1 – 1                                                                | Malta                                                                | UEFA Nations League 2018-2019 - 1º turno                             | -1                                                                   |                                                                      |
| 17-11-2018                                                           | Ta' Qali                                                             | Malta                                                                | 0 – 5                                                                | Kosovo                                                               | UEFA Nations League 2018-2019 - 1º turno                             | -5                                                                   |                                                                      |
| 20-11-2018                                                           | Ta' Qali                                                             | Malta                                                                | 1 – 1                                                                | Fær Øer                                                              | UEFA Nations League 2018-2019 - 1º turno                             | -1                                                                   |                                                                      |
| Totale                                                               |                                                                      | Presenze                                                             | 67                                                                   |                                                                      | Reti                                                                 | -129                                                                 |                                                                      |

## Palmarès

### Club

#### Competizioni nazionali
- Campionato maltese: 4

Valletta: 2007-2008, 2010-2011, 2011-2012
Hibernians: 2016-2017
- Coppa di Malta: 1

Valletta: 2009-2010
- Supercoppa di Malta: 3

Valletta: 2008, 2010, 2011